# Радостний
Ра́достний (рос. Радостный) — селище у складі Крутіхинського району Алтайського краю, Росія. Входить до складу Підборної сільської ради.

## Населення
Населення — 228 осіб (2010; 230 у 2002).
Національний склад (станом на 2002 рік):
- росіяни — 91 %